# Acide élaïdique
L’acide élaïdique est un acide gras trans correspondant à l'acide trans-Δ9  18:1 n-9 et isomère de l'acide oléique.
C'est le principal acide gras trans produit lors de l'hydrogénation partielle d'huiles végétales.
L'effet défavorable de cet acide gras trans sur le risque de maladie cardiovasculaire est bien établi : « Dans l'étude ATBC, il existait une corrélation entre l'apport total en acides gras trans et le risque de décès coronarien » et « la sévérité des lésions coronaires appréciées par angiographe était corrélée au contenu en acides gras trans des plaquettes (C18:1 trans-9, c’est-à-dire acide élaïdique, ou C18:1 trans-8) ».